# NGC 5214
NGC 5214 is een spiraalvormig sterrenstelsel in het sterrenbeeld Jachthonden. Het hemelobject werd op 9 april 1787 ontdekt door de Duits-Britse astronoom William Herschel.

## Synoniemen
- UGC 8531
- KCPG 381A
- MCG 7-28-30
- AM 1332-331
- ZWG 218.21
- KUG 1330+421
- PGC 47675